# 竹内愛二
竹内 愛二（たけうち あいじ、1895年（明治28年）7月9日 - 1980年（昭和55年）2月18日）は、日本の社会学者・社会福祉学者。日本における社会福祉学の構築に寄与した研究者で、ソーシャル・ケースワーク研究の黎明期を支えた第一人者。日本ソーシャルワーカー協会の初代会長。

## 人物
京都府京都市生まれ。父は同志社神学科にて学び、愛二が生まれてのち長崎県を中心に九州伝道を行った牧師であり、母も伝道の道にいた人物であるとされる。幼少期の愛二も両親の伝道の旅に付き添ったため、書類によってはその道程の地域を出身地としたものも散見される。
1913年に旧制同志社中学校を卒業し、神戸三菱造船所に就職。1924年に学問への志、断ち難く三菱造船を辞して米国への私費留学へと赴く。
1928年、アメリカ・オハイオ州オベリン大学卒業（B.A.)、1929年、同大学院修了（M.A.)。クリーブランド市ウェスタン・リザーブ大学大学院にも在学し、とくにケースワークを実習した。
帰国後、神戸女子神学校（後の聖和大学、なお出典では「清和大学」となっているが間違い）教授 として教鞭を振るうとともに、母校の上位校でもある同志社大学においても教授職を務める。この時期に中島重の社会的基督教主義に共鳴し、氏による社会的基督教徒聯盟に委員として参加。中島に代わる同志社における同活動の担い手として活動したが、この活動は、のち同志社内においてマルクス主義学生との闘争に発展し校内の闘争による分裂を招いた上で、当局の国体体制への移行という時世を前に頓挫する。
1946年に同志社を辞し灘生活協同組合の常務理事に就任。1948年、関西学院大学文学部嘱託講師、1949年、同専任講師に就任。着任した年から社会事業専攻のゼミナールを開き、1952年、文学部教授に昇任した。同時に同校で社会的基督教運動の再興に取り組むも、1952年に関西学院大学が竹内の意見によって社会事業学科を文学部内に新規創設したことで、竹内自身の多忙が極まり、結局のところは大きな展開を得ぬままに同運動は終焉を迎えた。
1960年2月、学位論文「専門社会事業研究」により文学博士（関西学院大学）。同年4月、社会学科と社会事業学科を文学部から分離独立させて新設された社会学部の教授に就任。同年に日本キリスト教社会福祉学会を創設。1966年3月に関西学院大学を退職。
1956年、共同募金育成功労、1964年、県政功労（社会福祉）により兵庫県知事表彰。1965年、兵庫県文化賞受賞を受賞。
1971年から1975年まで四国学院大学文学部社会福祉学科にて教授職を務める。
その研究者生涯を通じて、戦後の日本の、科学的・専門的なケースワーク理論、ひいては日本の社会福祉学そのものの確立と発展に貢献した。

## 著書
- 『ケース・ウォークの理論と実際』巌松堂書店、1949年、ASIN B000JBKTZG
- 『グループ・ウォークの技術』中央社会福祉協議会、1951年、ASIN B000JB0ZRI
- 『ケース・ウォークの理論と実際 - 内外事例による研究』巌松堂書店、1953年、ASIN B000JBBL5I
- 『ケース・ウォークの技術』全国社会福祉協議会連合会、1954年、ASIN B000JAZMUE
- 『科学的社会事業入門 - 若き社会事業者のために』黎明書房、1955年、ASIN B000JB18TM
- 『専門社会事業研究』弘文堂〈関西学院大学研究叢書第9篇〉、1959年、ASIN B000JAS0P8
- 『実践福祉社会学』弘文堂、1966年、ASIN B000JABTK6
- 高森敬久共著『コミュニティ・デベロプメント - 住民主体の地域社会づくり』ミネルヴァ書房、1970年、ASIN B000J9P2XM
- 小田憲三共著『保育所の機能と近代化』黎明書房、1970年、ASIN B000J9P7MI
- 『戦前期社会事業基本文献集』日本図書センター、1997年、ISBN 978-4820519188

## 門下
- 倉田和四生 - 竹内の社会学者としての門下で、都市社会学が専門。関西学院大学名誉教授（元、社会学部長）。元、吉備国際大学教授・副学長。順正短期大学第8代学長。

### 引用・参考
1. 1 2  コトバンク - 竹内愛二 より
2. ↑  関西学院事典 では6月22日となっている。
3. ↑  竹内が研究を始めたころ、ソーシャルワークは学問としての整備が未だ十分ではない上、福祉学という考えは存在すらせず、社会学あるいは看護学におけるフィールドワークのための一技法に過ぎなかった。ゆえに、その時代における竹内は社会学者として扱われる。
4. 1 2 3 4  『中島重と社会的基督教』（倉田和四生・著、関西学院大学出版会・刊）第8章より
5. ↑  竹内愛二を中心に社会学部の30年史を語る